# George Cattanach
George James Cattanach (Alexandria, Ontário, 29 de janeiro de 1878 – East Chicago, Indiana, Estados Unidos, 12 de dezembro de 1941) foi um jogador de lacrosse canadense. Cattanach era membro da Shamrock Lacrosse Team na qual conquistou a medalha de ouro nos Jogos Olímpicos de Verão de 1904 em Saint Louis.